# TV4-nyheterna Karlskrona
TV4-nyheterna Karlskrona är en lokal TV-station som ger lokalnyheter för befolkningen i Blekinge med omnejd. Korta nyhetssändningar sänds vardagsmorgnar varje halvslag i Nyhetsmorgon samt i 19.00-sändningen och 22.30 på måndag-torsdagar. Sändningen startar 30 mars 2009. Sändningen sker från Malmö.